# Amore Del Tropico
Amore Del Tropico è un album discografico del gruppo musicale statunitense The Black Heart Procession, pubblicato nel 2002 dalla Touch and Go Records.

## Tracce
1. The End of Love – 0:12
2. Tropics of Love – 4:56
3. Broken World – 4:33
4. Why I Stay – 3:30
5. The Invitation – 3:55
6. Did You Wonder – 2:54
7. A Sign on the Road – 3:49
8. Sympathy Crime – 4:24
9. The Visitor – 5:03
10. The Waiter #4 – 3:32
11. A Cry for Love – 6:12
12. Before the People – 2:53
13. Only One Way – 3:11
14. Fingerprints – 2:57
15. The One Who Has Disappeared – 3:33

## Formazione

### Gruppo
- Paulo Zappoli - chitarra, sintetizzatore, organo, percussioni, sega, voce
- Tobias Nathaniel - pianoforte, chitarra, basso, organo, optigan, percussioni
- Joe Plummer - batteria, xilofono, percussioni
- Dmitri Dziensuwski - appare solo dal vivo?

### Altri musicisti
- Matt Parker - basso, chitarra acustica, lap steel
- Matt Resovich - violino
- Charles Curtis - violoncello
- Jim Austin - contrabbasso
- Joyce Rooks - violoncello
- Jason Crane - tromba
- Arabella Makalani - voce
- Susanna Waiche - voce
- Liz Janes - voce
- Traci Woolley - voce
- Liz Schier - voce